# Умершие в мае 2016 года
Это список известных людей, соответствующих установленным критериям значимости (см. Википедия:Критерии значимости персоналий), умерших в мае 2016 года.
Причина смерти указывается лишь в исключительных случаях (убийство, самоубийство, гибель в результате военных действий, смертная казнь, ДТП или несчастные случаи). В остальных случаях — не указывается.

## 31 мая
- Абдельазиз, Мухаммед (68) — генеральный секретарь Фронта Полисарио и президент самопровозглашённой Сахарской Арабской Демократической Республики (с 1976 года)[1] Архивная копия от 1 июня 2016 на Wayback Machine.
- Имберт Баррера, Антонио (95) — доминиканский военный и государственный деятель, президент Доминиканской Республики (1965)[2].
- Клюкач, Валерий Александрович (77) — советский и российский учёный в области экономики, организации и управления АПК, действительный член Российской академии наук (2013)[3].
- Кандиду, Иван (84) — бразильский актёр кино и телевидения[4].
- Нойдек, Руперт (77) — немецкий филантроп, журналист и общественный деятель[5].
- Тарнецкий, Александр Борисович (72) — российский хоровой дирижёр, художественный руководитель Барнаульского академического хора, заслуженный работник культуры РФ[6].
- Трифонова, Наталья Алексеевна (63) — советский и российский тренер по настольному теннису[7].

## 30 мая
- Аканов, Айкан Аканович (65) — советский и казахстанский врач и учёный, доктор медицинских наук, ректор Казахского национального медицинского университета имени С. Д. Асфендиярова (2008—2015), заслуженный деятель Казахстана (2001)[8].
- Альми, Инна Львовна (83) — советский и российский литературовед, доктор филологических наук, профессор ВлГУ[9].
- Бартонек, Антонин (89) — чешский классический филолог, доктор наук, профессор[10].
- Броккен, Корри (83) — голландская певица, победитель второго конкурса песни Евровидение 1957 года с композицией «Net als toen»[11].
- Вахидов, Эркин (79) — советский и узбекский поэт, драматург и общественный деятель, народный поэт Узбекистана, лауреат Государственной премии Узбекистана им. Хамзы, Герой Узбекистана (1999)[12].
- Воробьёв, Андрей Владимирович (56) — российский дипломат, временный поверенный России на Украине (с 2014 года)[13].
- Гейер, Герман (81) — германский художник, мастер стеклянной мозаичной росписи[14].
- Колевич, Светозар (85) — сербский писатель, эссеист, литературный переводчик и критик, профессор, академик Сербской академии наук и искусств[15].
- Лизяк, Том Джеймс (63) — канадский хоккеист; лейкемия[16].
- Маклиш, Рик (66) — канадский и американский хоккеист, игрок команды «Филадельфия», обладатель Кубка Стэнли (1974, 1975)[17].
- Нийт, Эллен Оттовна (87) — советская и эстонская детская писательница, жена писателя Яана Кросса[18].
- Петров, Юрий Владимирович (67) — советский хоккеист, чемпион мира по хоккею с мячом (1971, 1977), лучший бомбардир в истории «Зоркого»[19].
- Сутунг Умар Рс (67) — малайзийский поэт, прозаик и литературный критик[20].
- Станков, Сергей Николаевич (51) - советский рок-музыкант, лидер и фронтмен группы Фронт

## 29 мая
- Басуматрова, Светлана (69)[значимость?] — белорусская поэтесса[21].
- Вельвиле, Ирен (88) — бельгийская и голландская оперная певица и актриса[22].
- Иванов, Евгений Иванович (52) — российский режиссёр документальных и художественных фильмов (Агентство Золотая пуля, Господа присяжные, Пером и шпагой) и сценарист (Время любить)[23].
- Крашенинников, Аркадий Фёдорович (93) — советский и российский историк архитектуры[24].
- Майорец, Анатолий Иванович (86) — советский государственный деятель, vинистр энергетики и электрификации СССР (1985—1989)[25].
- Русле, Андре (93) — французский бизнесмен, основатель частного телехолдинга Canal+[26].
- Угрин, Михаил Иосифович (75) — советский и российский учёный, фольклорист-этнограф, художник, детский писатель, основатель музеев и научных центров на Камчатке[27][28].
- Фант, Кенне (93) — шведский актёр, режиссёр и сценарист[29].
- Футаки, Макико (57) — японский художник-мультипликатор[30].

## 28 мая
- Альбертацци, Джорджо (92) — итальянский актёр (Убийство Троцкого, Страсти) и режиссёр театра и кино, сценарист, актёр дубляжа[31].
- Дежан-Джонс, Брайс (23) — американский баскетболист, убит[32].
- Каньяда Гарсиа, Давид (41) — испанский велогонщик[33].
- Лайба, Анатолий Андреевич (61) — советский и российский геолог, участник полярных геологических экспедиций[34].
- Луканова, Гертруда Карлова (86) — болгарский театральный режиссёр, основательница Народного театра молодёжи[35].
- Феодосий (Процюк) (89) — епископ Русской православной церкви, митрополит Омский и Тарский (1986—2011)[36].
- Чёрная, Тамара Трофимовна (96) — советский и украинский инфекционист, доктор медицинских наук, профессор, заведующая кафедрой инфекционных болезней Харьковского медицинского института (1969—1992)[37].
- Юрасова, Марина Андреевна (82) – советская актриса оперетты и кино [38].

## 27 мая
- Ло, Бонни (47) — гонконгская актриса[39].
- Мальчук, Пётр Геркулиан (50) — католический прелат, архиепископ Киевский и Житомирский (с 2011 года), член монашеского ордена францисканцев[40].
- Якубец, Франтишек (60) — чехословацкий футболист[41].

## 26 мая
- Асанбаев, Рустэм Николаевич (61) — советский и российский гитарист, автор песен, участник первого состава группы «ДДТ»[42].
- Барбурский, Казимеж (73) — польский фехтовальщик, бронзовый призёр летних Олимпийских игр в Мехико (1968)[43].
- Вылчева, Дража Делева (85) — болгарский государственный и общественный деятель, кандидат в члены Политбюро ЦК БКП, министр народного образования Болгарии (1977—1979), заместитель председателя Совета Министров Болгарии (1979—1981)[44].
- Гастингс, Джоэл (46) — канадский пианист[45].
- Думитру, Тед (76) — румынский и южноафриканский футбольный тренер[46].
- Каповилла, Лорис Франческо (100) — итальянский кардинал, прелат Лорето (1971—1988)[47].
- Майер, Густав (86) — американский дирижёр, лауреат премии Дитсона (1995)[48].
- Папете (68) — бразильский певец, композитор и музыкант-исполнитель pt:Papete.
- Пейтон, Анджела (86) — американская актриса («Квантовый скачок», «День сурка», «Секретные материалы», «Полиция Нью-Йорка», «Скорая помощь», «Параллельные миры», «Американский пирог: Свадьба», «Меня зовут Эрл»)[49].
- Помар, Артуро (84) — испанский шахматист, гроссмейстер, воспитанник гроссмейстера Александра Алехина[50].
- Селютин, Михаил Михайлович (75) — советский актёр, режиссёр и мастер дубляжа[51].

## 25 мая
- Дау, Нэнси (79) — американская актриса[52].
- Жученко, Григорий Прокофьевич (93) — Герой Советского Союза (1945); участник Парада Победы 1945 года, почётный житель городов Одессы и Северска Донецкой области Украины[53].
- Ибраимов, Талип (75) — киргизский писатель и киносценарист[54].
- Карлов, Дмитрий Андреевич (93) — участник Великой Отечественной войны, полный кавалер ордена Славы, почётный гражданин Орловской области[55].
- Кошице, Дюла (92) — аргентинский скульптор и поэт венгерского происхождения[56].
- Кравченко, Татьяна Викторовна (75) — советская спортсменка, двукратная чемпионка мира по художественной гимнастике (1958 и 1960)[57].
- Лоранц, Юлиуш (78) — польский композитор-песенник[58].
- Никифорова, Валентина Ивановна (94) — советский и российский тренер по лёгкой атлетике, заслуженный тренер РСФСР, вдова тренера Григория Никифорова, мать легкоатлетки Марины Сидоровой[59].
- Фламан, Эли-Шарль (87) — французский поэт[60].
- Ян Цзян (104) — китайская писательница и переводчик, вдова писателя Цянь Чжуншу[61].

## 24 мая
- Дедегкаев, Казбек Иссаевич (70) — советский и российский тренер по вольной борьбе, мастер спорта СССР, заслуженный тренер России[62].
- Канаков, Валерий Леонидович (?) — российский дирижёр, заслуженный артист РФ (1995)[63].
- Карталян, Бак (93) — американский актёр[64][65].
- Кацал, Николай Лукич (75) — украинский хоровой дирижёр, художественный руководитель Львовской академической мужской хоровой капеллы «Дударик», народный артист Украины[66].
- Квук, Берт (85) — британский киноактёр (Доктор Кто, Казино Рояль, Чисто английское убийство, Безмолвный свидетель)[67].
- Пруст, Лео (82) — бельгийский велосипедист, трёхкратный чемпион мира (1963, 1967, 1968)[68].
- Сатонин, Анатолий (40) — российский музыкант, выступавший под псевдонимом DJ Grad[69].
- Удинк, Беренд (90) — нидерландский государственный деятель, министр жилищного строительства и территориального планирования[70].
- Фаэндер, Льюис (78) — австралийский актёр[71][72].

## 23 мая
- Брофи, Джон (83) — канадский хоккейный тренер, чьим именем назван приз для тренеров Хоккейной лиги Восточного побережья John Brophy Award[73].
- Васьковский, Виктор Евгеньевич (80) — советский и российский учёный-биохимик, почётный профессор Дальневосточного государственного университета, член-корреспондент РАН (2000), заслуженный деятель науки Российской Федерации[74].
- Галиев, Ильдус Хамитович (81) — председатель КГБ Татарской АССР (1980—1988)[75].
- Герчикова, Ирина Никоновна (88) — советский и российский учёный, специалист в области менеджмента и международного бизнеса, заслуженный деятель науки РФ, дочь Никона Герчикова[76][76]..
- Мезл, Зденек (81) — чешский художник-иллюстратор[77].
- Палмер, Реджиналд (93) — гренадский государственный деятель, генерал-губернатор Гренады (1992—1996)[78].
- Фавре, Микаэль (24)[значимость?] — аргентинский футболист; несчастный случай во время матча[79].
- Флейшейкер, Джо (62) — американский актёр[80].
- Хенриксен, Вера (89) — норвежский драматург и прозаик[81].

## 22 мая
- Айдан, Маджика (60) — итальянская эстрадная певица it:Magica Aidan.
- Борн, Адольф (85) — чешский художник, иллюстратор и карикатурист, режиссёр анимационных фильмов[82].
- Галиакберов, Станислав Кабирович (84) — советский, российский шахматист и шахматный композитор, патриарх шахматной школы Республики Татарстан[83].
- Геннадий (Хрисулакис) (92) — епископ Константинопольской православной церкви), митрополит Буэноc-Айресский (1996—2001)[84].
- Обухов, Олег Александрович (93) — советский учёный, хирург, педагог, народный врач СССР[85].
- Опанасенко, Екатерина Парфентьевна (80) — советская доярка колхоза им. XIX партсъезда Ленинского района Крымской АССР, Герой Социалистического Труда (1971)[86].
- Очоа, Леонорильда (76) — мексиканская актриса (Таковы эти женщины, Руби)[87].
- Пармаков, Васил (54) — болгарский джазовый пианист и писатель[88].
- Сёч, Берталан (81) — венгерский рапирист, серебряный (1955) и бронзовый (1954) призёр чемпионатов мира по фехтованию[89].
- Сомболац, Велимир (77) — югославский футболист, чемпион Олимпийских игр в Риме (1960)[90].
- Суалем, Мохаммед — министр труда Ливии (2012—2014); убит[91].
- Фефелов, Виталий Николаевич (86) — советский борец классического стиля, чемпион и призёр чемпионатов СССР[92].

## 21 мая
- Бергманс, Гастон (90) — бельгийский актёр[93][94].
- Живоинович, Велимир (82) — сербский, югославский актёр (Поезд вне расписания) и политический деятель[95].
- Кейзан, Эдди (71) — южноафриканский автогонщик, участник чемпионата мира по автогонкам в классе Формула-1[96].
- Кладов, Юрий Александрович (62)[значимость?] — российский общественный деятель, руководитель движения «Волонтеры памяти»[97].
- Мансур, Ахтар (55 или 56) — лидер движения «Талибан»; убит[98].
- Менца, Ник (51) — американский барабанщик, участник трэш-метал-группы Megadeth, сотрудничал с гитаристом Марти Фридманом; остановка сердца[99].
- Серрано Пинто, Герман (75) — коста-риканский государственный деятель, вице-президент (1990—1994)[100].
- Тарич, Шандор (102) — венгерский ватерполист, чемпион летних Олимпийских игр в Берлине (1936), последний чемпион довоенных олимпиад[101].
- Хендерсон, Дениз — британский бизнесмен, председатель Imperial Chemical Industries (1987—1995)[102].
- Шабунин, Борис Александрович (69) — советский и российский архитектор и преподаватель, профессор МАРХИ, советник Российской академии архитектуры и строительных наук[103].

## 20 мая
- Ацамба, Фариде Мустафовна (93) — советский и российский востоковед, специалист по социальному, политическому и религиозному развитию османского Египта[104].
- Балс, Герт (79) — нидерландский футбольный вратарь[105].
- Валентино, Чарли (65) — мексиканский актёр (Просто Мария), инфаркт[106].
- Гавриил (Стеблюченко) (75) — епископ Русской православной церкви на покое; архиепископ Усть-Каменогорский и Семипалатинский (2011)[107].
- Герасимов, Валентин Васильевич (78) — белорусский государственный деятель, министр энергетики Белоруссии (1992—1994)[108].
- Даркевич, Владислав Петрович (81) — советский и российский учёный-археолог, доктор исторических наук, ведущий научный сотрудник отдела средневековой археологии Института археологии РАН[109].
- Джексон, Джон Дэвид (91) — канадский и американский физик[110].
- Зотова, Людмила Владимировна (70) [значимость?] — актриса Русского драматического театра Петрозаводска и кино («Не ссорьтесь, девочки!»), заслуженная артистка Карелии[111].
- Кан Сок Чу (76) — северокорейский государственный деятель, член Политбюро, секретарь ЦК Трудовой партии Кореи, заместитель премьер-министра (с 2010 года), и.о. министра иностранных дел КНДР (2007)[112].
- Пинтер, Адольф (68) — австрийский футболист[113].
- Урбано, Хосе Луис (Хосе Луис Урбано Мартинес, Пепе Урбано) (62) — испанский футболист[114].

## 19 мая
- Астрюк, Александр (92) — французский актёр и режиссёр, сценарист, теоретик кино[115].
- Берри, Джон (52) — сооснователь американской рэп-группы Beastie Boys[116].
- Лопушанская, Станислава (95) — польская актриса театра и кино[источник не указан 3358 дней]
- Мальцев, Андрей Иосифович (43) — российский киноактёр («Солдаты. Дембельский альбом», «Доктор Тырса»); убийство[117].
- Меркис, Альфонсас Ионович (89) — советский и литовский ботаник и физиолог растений, академик Академии наук Литвы[118].
- Мусалаев, Тулпар (32) — майор Российской Армии, Герой Российской Федерации (2015)[119].
- Паннелла, Марко (86) — итальянский политический деятель, журналист, один из основателей Радикальной партии Италии[120].
- Паунович, Драган (54) — сербский шахматист, гроссмейстер (2007)[121].
- Подберезный, Николай Петрович (71) — советский и украинский организатор производства, генеральный директор Днепропетровского металлургического комбината им. Ф. Э. Дзержинского (1995—1997), заслуженный работник промышленности Украины[122].
- Шепель, Владимир Кононович (68) — российский военачальник, генерал-лейтенант[123].
- Янг, Алан (96) — американский актёр, мастер дубляжа, сценарист и радиоведущий[124].

## 18 мая
- Баян, Конрад (85) — польский экономист, иностранный член ВАСХНИЛ/РАСХН (1988—2014), иностранный член РАН (2014)[125].
- Диллинг, Андерс Бенедикс (26) — датский гандбольный вратарь («Аякс» Копенгаген); самоубийство[126].
- Кукля, Зигмунт (68) — польский футболист[127].
- Навайра, Эмилио (53) — американский эстрадный певец[128].
- Пайор, Корнель (92) — венгерский конькобежец, победитель чемпионата мира по конькобежному спорту в классическом многоборье в Осло (1949)[129].
- Погребняк, Яков Петрович (88) — советский партийный деятель, секретарь ЦК КП Украины (1971—1987)[130].
- Сар, Богуслав (65) — польский актёр театра и кино[131].
- Томашова, Лилия Фёдоровна (81) — советский и белорусский литературовед[132].
- Тоффоло, Лино (81) — итальянский актёр[133].
- Целыковский, Константин Владимирович (78) — советский и российский волейболист, игрок команды «Буревестник» (Москва)[134].
- Чесляк-Шиманик, Зенона (84 или 85) — польская поэтесса[135].
- Шнайдерман, Борис Соломонович (99) — бразильский литературовед, исследователь русской и еврейской литературы[136].
- Штерн, Фриц (90) — американский историк[137].

## 17 мая
- Джил Вентура (75) — итальянский саксофонист и композитор[138].
- Волков, Юрий Александрович (79) — советский хоккеист (московское «Динамо»), двукратный чемпион мира и Европы (1963, 1965)[139].
- Ефимов, Теодор Ефимович (69) — советский и российский композитор, пианист, аранжировщик, дирижёр[140].
- Кастрильо, Эдуардо (73) — филиппинский скульптор; рак[141].
- Ким Чжэ Сун (92) — южнокорейский государственный деятель, спикер Национального собрания (1988—1990)[142].
- Кларк, Гай (74) — американский автор-исполнитель в стиле кантри[143].
- Мидзутани, Юко (51) — японская сэйю[144].
- Огнёв, Александр Васильевич (90) — советский и российский писатель и учёный-филолог, участник Великой Отечественной войны, заслуженный деятель науки Российской Федерации[145].
- Силле, Мюзахир (84) — турецкий борец, чемпион летних Олимпийских игр в Риме (1960)[146] Архивная копия от 7 августа 2016 на Wayback Machine.
- Скочиньская, Галина (62) — польская актриса театра и кино[147].
- Чумаков, Глеб Константинович (87) — советский оператор документальных и короткометражных фильмов [источник не указан 3358 дней].

## 16 мая
- Ахумян, Семён Тигранович (86) — советский армянский общественный и государственный деятель, министр просвещения Армянской ССР (1973—1989)[148].
- Бикель, Мойделе (79) — немецкая художница по костюмам, номинант премии «Оскар» за лучший дизайн костюмов (1995), дважды лауреат премии «Сезар» (1994, 1995) («Жерминаль», «Королева Марго»)[149].
- Джургола, Ромальдо (95) — итало-австралийский архитектор (Дворец парламента Австралии)[150].
- Коппа, Джованни (90) — итальянский куриальный кардинал и дипломат, кардинал-дьякон с дьяконством S. Lino (с 2007)[151].
- Лаптева, Людмила Павловна (89) — советский и российский историк, доктор исторический наук, заслуженный профессор МГУ[152].
- Макмиллиан, Джим (68) — американский баскетболист, трёхкратный лауреат приза Хаггерти (1967/68, 1968/69, 1969/70), чемпион НБА (1971/1972)[153].
- Мид, Джулия (90) — американская актриса театра, кино и телевидения[154].
- Мэтр, Франсуа (91) — французский актёр[155][156]
- Николаев, Сергей Сергеевич (69) — советский и российский киноактёр[157].
- Сапогов, Анатолий Александрович (87) — советский артист балета, педагог, заслуженный артист РСФСР (1960)[158].
- Хёйсманс, Констант (87) — бельгийский футболист, участник чемпионата мира (1954)[159].
- Эксле, Отто Герхард (76) — германский учёный-историк, исследователь истории Средних веков, директор Института истории Общества имени Макса Планка (1987—2004)[160].

## 15 мая
- Айдоган, Ойя (59) — турецкая актриса, модель и телеведущая[161].
- Браик, Андре (73) — французский астрофизик, открывший кольца Нептуна[162].
- Кабасин, Геннадий Сергеевич (78) — советский партийный и государственный деятель, первый секретарь Воронежского обкома КПСС (1987—1990)[163].
- Киракосян, Аршавир (Аршо) (75) — армянский художник[164].
- Лютер, Святослав Робертович (45) — российский дирижёр Государственного симфонического оркестра Санкт-Петербурга (с 1998), сын Роберта Лютера; самоубийство[165].
- Марчелли, Рино (85) — итальянский актёр[166].
- Огурцов, Сергей Иванович (57) — советский и российский актёр театра и кино (Безумный день, или Женитьба Фигаро, Кулагин и партнёры, Шекспиру и не снилось, Глухарь, Откройте, милиция)[167].
- Робердс, Майкл (52) — канадский актёр («Новая семейка Аддамс»)[168][169].
- Салчак, Галина Алексеевна (66) — российский государственный деятель, депутат Государственной думы Российской Федерации второго созыва (1995—1999), член фракции НДР, заслуженный экономист РФ[170].
- Филатов, Александр Павлович (93) — советский партийный деятель, первый секретарь Новосибирского обкома КПСС (1978—1988), почётный гражданин Новосибирска[171].

## 14 мая
- Журавлёв, Валентин Андреевич (84) — советский и российский хирург, член-корреспондент Российской академии наук (2014)[172].
- Койл, Джон (83) — шотландский футболист, участник чемпионата мира (1958)[173].
- Краус, Энгельберт (81) — западногерманский футболист, участник чемпионата мира (1962)[174].
- Кук, Дарвин (53) — американский художник комиксов; рак[175].
- Мортенсон, Лассе (81) — финский певец[176]
- Тихонов, Иван Николаевич (70) — советский и российский геофизик, главный научный сотрудник Института морской геологии и геофизики ДВО РАН[177].

## 13 мая
- Бадреддин, Мустафа (55) — ливанский террорист, один из лидеров Хезболла (о смерти объявлено в этот день)[178].
- Бештоев, Хамидбий Мухамедович (73) — российский физик-теоретик, автор научных работ в области теории элементарных частиц[179].
- Зайнуллин, Марат Валиевич (80) — советский и российский лингвист, доктор филологических наук, почётный работник высшего профессионального образования Российской Федерации (1997)[180].
- Киштилиева, Мери-Джан Минкаиловна (70) — советская и российская дагестанская артистка балета и телевизионный режиссёр, солистка Дагестанского ансамбля народного танца «Лезгинка», заслуженная артистка Российской Федерации[181].
- Колесников, Константин Сергеевич (96) — советский и российский учёный в области механики и ракетной техники, академик РАН (1991; академик АН СССР с 1987)[182].
- Ламбер, Кристоф (51) — французский, бизнесмен и продюсер, генеральный директор EuropaCorp[183].
- Лучинкин, Игорь Анатольевич (69) — советский и украинский актёр Одесского русского драматического театра и кино («Долгий путь в лабиринте», «Личная жизнь следователя Савельева»), бард, лауреат Грушинского фестиваля (www.kino-teatr.ru)[184].
- Мазус, Израиль Аркадьевич (86 или 87) — советский и российский писатель-диссидент[185].
- Радионова, Зоя Антоновна (101) — советский и украинский режиссёр[186].
- Степанов, Геннадий Фёдорович (83) — советский и российский тренер по спортивной гимнастике, заслуженный тренер России[187].
- Шола, Джузеппе (Пинуччо) (74) — итальянский скульптор[188].
- Эспиндола, Родриго (26) — аргентинский футболист («Нуэва Чикаго»); убит[189].

## 12 мая
- Агостини, Майк (81) — тринидадский легкоатлет (спринтерский бег)[190].
- Александр Карагеоргиевич (91) — князь Югославии и Сербии, сын принца-регента Павла Карагеоргиевича и княгини Греческой и Датской Ольги[191]..
- Джонс, Сюзанна Мушатт (116) — американская долгожительница, старейший живущий верифицированный человек в мире[192].
- Колосов, Юрий Иванович (88) — советский и российский общественный деятель, президент Ассоциации историков блокады Ленинграда и битвы за Ленинград во время Второй мировой войны[193].
- Кубат, Богумил (81) — чехословацкий борец греко-римского и вольного стилей, бронзовый призёр Летних Олимпийских игр в Риме (1960)  Архивная копия от 19 мая 2016 на Wayback Machine.
- Ливьятан, Нисан (91) — израильский экономист, эмерит-профессор экономики Еврейского университета в Иерусалиме[194].
- Майани, Джузеппе (92) — сан-маринский государственный деятель, капитан-регент Сан-Марино (1955—1956 и 1982)[195].
- Матич, Божидар (78) — югославский и боснийский учёный, государственный деятель, академик, президент Академии наук и искусств Боснии и Герцеговины (с 1999), председатель Совета Министров Боснии и Герцеговины (2001)[196].
- Мякеля, Тапио (89) — финский лыжник, чемпион зимних Олимпийских игр в Осло (1952)[197] Архивная копия от 30 сентября 2018 на Wayback Machine.
- Нинагава, Юкио (80) — японский актёр, режиссёр и сценарист[198].
- Ходош, Виталий Семёнович (71) — российский композитор, заслуженный деятель искусств России, профессор кафедры теории музыки и композиции Ростовской консерватории[199].

## 11 мая
- Беренс, Петер (68) — немецкий музыкант[200].
- Брайн, Эдриан (80) — британский и датский актёр и режиссёр; сердечный приступ[201].
- Абдул-Баки Джамо (94) — иорданский общественно-политический деятель, министр по делам парламента и по делам религий Иордании (1989—1991 и 1994—1995)[202].
- Каримов, Айрат Тагирович (75) — советский и российский башкирский композитор, сын композитора Тагира Каримова[203].
- Кинг, Дэвид (72 или 73) — британский художник, автор картин на историческую тему[204].
- Морелле, Франсуа (90) — французский художник и скульптор[205].
- Мухайм, Антон (99) — швейуарский государственный деятель, председатель Национального совета (1973—1974)[206].
- Низами, Мотиур (73) — бангладешский политический деятель, лидер партии Джамаат-и ислами Бангладеш; казнён[207].
- Трейнор, Джек (86) — американский экономист, автор коэффициента Трейнора[208] Архивная копия от 13 апреля 2020 на Wayback Machine.

## 10 мая
- Выхристенко, Василий Иванович (80) — советский и украинский писатель, журналист и военный лётчик[209].
- Геворкян, Юрий (?) — советский и армянский скрипач и композитор[210].
- Гутовски, Джин (90) — американский продюсер («Пианист», «Бал вампиров»)[211].
- Жуков, Евгений Иванович (93) — советский и российский спортсмен по парусному спорту[212].
- Кан Ён Хун (93) — южнокорейский государственный деятель, премьер-министр Республики Корея (1988—1990)[213].
- Курбанов, Сухроб Усманович (69) — советский и таджикский художник, народный художник СССР (1990)[214].
- Лукман, Томас (88) — немецкий социолог, профессор социологии Констанцского университета (ФРГ), ученик и последователь Альфреда Шюца[215].
- Панчук, Борис Маркович (67)[значимость?] — российский военачальник, председатель совета Межрегиональной общественной организации «Ветераны специального строительства», генерал-лейтенант в отставке[216].
- Пшибыльский, Рышард (87) — польский публицист, историк польской и русской литературы[217].
- Сорса, Рики (63) — финский эстрадный певец[218].
- Хански, Илкка (63) — финский эколог, первый из европейских учёных, награждённый международной премией BBVA Foundation Frontiers of Knowledge Awards (2015)[219].

## 9 мая
- Бабаев, Мирзо Бабаевич (89) — советский государственный и партийный деятель, секретарь ЦК Компартии Таджикистана (1973—1983), председатель государственного планового комитета Таджикской ССР, Герой Социалистического Труда (1971)[220]
- Брёйнс, Герард (92) — нидерландский футболист, чемпион Нидерландов в составе «Аякса»[221].
- Злых, Юрий Семёнович (63) — советский футболист, советский и российский тренер по футболу, выступал в составе воронежского «Труда» (1970—1976)[222].
- Каминский, Владимир Исаакович (70) — советский и российский художник[223].
- Кип, Вальтер Лейслер (90) — немецкий государственный деятель, член Бундестага (1965—1976, 1980—1982)[224].
- Мароморош, Карл (101) — американский вирусолог и энтомолог[225].
- Пихтелёва, Мария Михеевна (92) — советская работница промышленности, сотрудница Пензенского велосипедного завода им. М. В. Фрунзе (1941—1986), Герой Социалистического Труда[226].
- Чернавин, Лев Давыдович (87) — советский военачальник, руководитель музея на крейсере «Аврора» (с 1994), контр-адмирал в отставке[227].

## 8 мая
- Апостол, Том (92) — американский математик греческого происхождения, специалист в области аналитической теории чисел[228].
- Боссан, Филипп (86) — французский музыковед и писатель, член Французской академии (с 2007 года)[229].
- Кемоклидзе, Герберт Васильевич (76) — советский и российский писатель и сценарист, председатель правления Ярославской организации Союза писателей России[230].
- Оянперя, Олави (94) — финский гребец-каноист, бронзовый призёр летних Олимпийских игр в Хельсинки (1952) [Obituary, Helsingin Sanomat, June 12, 2016, p. C28].
- Вольфганг Патцке (2016-1959), немецкий футболист, игрок национальной сборной[231].
- Шаллерт, Уильям (93) — американский актёр[232].

## 7 мая
- Альварес де Миранда, Фернандо (92) — испанский государственный деятель, председатель Конгресса депутатов Испании (1977—1979)[233].
- Басов, Евгений Кузьмич (71) — российский актёр, режиссёр, директор театра им. В. Ф. Комиссаржевской, заслуженный работник культуры Российской Федерации[234]
- Гончаренко, Владимир Максимович (87) — советский и российский дипломат, Чрезвычайный и Полномочный Посол СССР и Российской Федерации в Венесуэле и Доминиканской Республике по совместительству (1986—1992)[235].
- Курдов, Семён Иванович (75) — советский молдавский спортсмен и тренер по самбо[236].
- Рибейру, Бернарду (26) — бразильский футболист («Скендербеу», «Ньюкасл Юнайтед Джетс», «Мариехамн»); сердечный приступ[237].
- Струве, Никита Алексеевич (85) — французский издатель, литературовед и переводчик[238].
- Сыздыков, Булат Муратович (59) — казахстанский гитарист, композитор и аранжировщик группы «Мюзикола», бывший участник группы «А’Студио»[239].
- Шишлов, Андрей Анатольевич (71) — советский и российский скрипач, народный артист России (1994)[240].

## 6 мая
- Абу Вахиб (29/30) — один из лидеров террористической организации Исламское государство[241].
- Бауэр, Ханнес (61) — немецкий тромбонист[242].
- Бункин, Фёдор Васильевич (87) — советский и российский физик, действительный член Российской академии наук (1992)[243].
- Зуев, Валерий Леонидович (63) — советский и украинский футболист, тренер команды «Динамо» (Киев)[244].
- Карапетян, Жирайр (87) — советский и армянский актёр Тбилисского армянского драматического театра, Ванадзорского драматического театра имени Абеляна и кино («В холодильнике кто-то сидел») (www.kino-teatr.ru).
- Карлин, Рамон (92) — мексиканский яхтсмен, первый победитель регаты Volvo Ocean Race (1973—1974)[245].
- Кейн, Кэндай (54) — американская певица, автор песен, композитор и порноактриса[246].
- Кучер, Валерий Николаевич (74) — российский журналист, первый главный редактор газеты «Российские вести»[247].
- Маваре, Герман[значимость?] — венесуэльский политический деятель, лидер оппозиционной партии «Новое время»; убит[248].
- Митчелл, Крис (27) — шотландский футболист; несчастный случай[249].
- Наволошников, Игорь Николаевич (86) — советский певец (бас), заслуженный артист РСФСР (1962)[250]
- Пинто ди Фария, Ларри (83) — бразильский футболист, нападающий, пятый бомбардир в истории «Интернасьонала» (Порту-Алегри)[251].
- Сальви, Джанкарло (71) — итальянский футболист и тренер[252].
- Холл, Дэвид (85) — американский государственный деятель, губернатор Оклахомы (1971—1975)[253].
- Хонеккер, Маргот (89) — государственный деятель ГДР, министр народного образования (1963—1989), вдова генерального секретаря СЕПГ Эриха Хонеккера[254].
- Шиллинг, Никлаус (72) — швейцарский кинорежиссёр[255].
- Экенг Экенг, Патрик (26) — камерунский футболист[256].

## 5 мая
- Антипов, Феликс Николаевич (73) — советский и российский актёр Театра на Таганке и кино, народный артист России (2004)[257].
- Гроувз, Герта (96)[значимость?] — британский дизайнер головных уборов, дизайнер королевы Елизаветы II; ДТП[258].
- Караулов, Юрий Николаевич (80) — советский и российский языковед, член-корреспондент РАН (1991; член-корреспондент АН СССР с 1981)[259].
- Каудерс, Сильвия (94) — американская актриса[260][261].
- Перихан, Ромалы (74) — турецкая актриса и певица[262].
- Романовский, Феликс Карлович (77) — советский и российский художник и архитектор, главный архитектор Ленинграда, заслуженный художник Российской Федерации[263].
- Сине, Морис (87) — французский художник-карикатурист, стоявший у истоков французского сатирического журнала Charlie Hebdo[264].
- Томита, Исао (84) — японский композитор, один из основателей анимационной студии Group TAC[265].
- Хелемендик, Сергей Викторович (58) — русский писатель, публицист, депутат парламента Словакии от Словацкой национальной партии, член ПАСЕ[266].

## 4 мая
- Багаза, Жан-Батист (69) — бурундийский государственный деятель, президент Бурунди (1976—1987)[267].
- Беннетт, Роберт Фостер (82) — американский государственный деятель, сенатор от штата Юта (1993—2011)[268].
- Бутцер, Карл (83) — американский географ и археолог[269].
- Вараев, Адлан Абуевич (54) — советский и российский спортсмен и тренер, чемпион СССР, Европы и мира по вольной борьбе, Заслуженный мастер спорта СССР, серебряный призёр Олимпийских игр (1988), несчастный случай[270].
- Де Андрес Лопес, Анхель (64) — испанский актёр («За что мне это?», «800 пуль»)[271].
- Джунушалиев, Джениш Джунушалиевич (80)  – киргизский учёный историк.
- Мамлок, Урсула (93) — немецкий композитор и педагог[272].
- Ренуар, Рита (78) — французская актриса[273][274].
- Тахири, Сохраб Абульфаз оглы (89) — советский и азербайджанский поэт, народный поэт Азербайджана[275].
- Тернер, Рет (87) — американский художник по костюмам, пятикратный лауреат премии «Эмми»[276].
- Штрауб, Вильфрид (77) - вице-президент футбольного союза Германии, член УЕФА[277].
- Юнгстрём, Улле (54) — шведский музыкант[278].

## 3 мая
- Махата, Кароль (88) — словацкий актёр[279].
- Ноксон, Николас (79) — американский режиссёр, многократный лауреат премии Эмми[280].
- Рейтерсвэрд, Карл (81) — шведский скульптор и поэт[281].
- Сиасон, Доминго (76) — филиппинский дипломат и государственный деятель, министр иностранных дел Филиппин (1995—2001)[282].
- Стоякович, Ядранка (65) — югославская и боснийская певица и автор песен[283]..
- Сэндер, Йен (68) — американский актёр, режиссёр и продюсер[284].
- Тазбир, Януш (88) — польский историк[285].
- Фернандес, Абель (85) — американский актёр[286].
- Харада, Канаме (99) — японский военный лётчик, последний выживший японский боевой пилот, который принимал участие в нападении на Перл-Харбор[287].
- Христич, Зоя Петровна (83) — советская и украинская оперная певица, педагог, народная артистка Украинской ССР (1965)[288].

## 2 мая
- Герд, Александр Сергеевич (79) — советский и российский лингвист, профессор, доктор филологических наук, заведующий кафедрой математической лингвистики СПбГУ[289].
- Дэвис, Ричард (66) — британский астроном[290].
- Дюрст, Вальтер (89) — швейцарский хоккеист, бронзовый призёр зимних Олимпийских игр в Санкт-Морице (1948)[291].
- Макдауэлл, Пол (84) — американский актёр[292][293].
- Печко, Карел (95) — словенский художник[294].
- Пятронайтис, Стасис Доминикович (83) — советский и литовский актёр, заслуженный артист Литовской ССР[295].
- Рани, Дуг (59) — американский джазовый гитарист[296].
- Рыльков, Александр Владимирович (80) — советский и российский геолог, заслуженный геолог РСФСР (1989)[297].
- Сото Апарисио, Фернандо (82) — колумбийский поэт, кино- и телесценарист[298].
- Тауэри, Кен (93) — американский журналист, лауреат Пулитцеровской премии (1955)[299].
- Афени Шакур (69) — американская активистка, филантроп, политический деятель и член партии Чёрных Пантер[300].

## 1 мая
- Ахмаду, Хамзат — нигерийский дипломат, посол Нигерии в Советском Союзе (1975—1978)[301].
- Витьер, Серхио (68) — кубинский композитор и гитарист[302].
- Гарукян, Генри Айвордиевич (65) — армянский художник[303].
- Голомб, Соломон Вольф (83) — американский математик, инженер, профессор электротехники в Университете Южной Калифорнии[304].
- Жиро, Жан-Мари (90) — французский государственный деятель, мэр Кана (1970—2001)[305].
- Иоаким (Цакирис) (82) — епископ Александрийской православной церкви, митрополит Тамиафский (1988—1999)[306].
- Кузнецов, Юрий Анатольевич (62) — украинский джазовый пианист, композитор, организатор фестиваля Odessa Jazz Fest[307].
- Лебо, Мадлен (92) — французская актриса[308].
- Орликовский, Александр Александрович (77) — советский и российский физик, действительный член Российской академии наук (2006)[309].
- Тарба, Кандид Тарасович (71) — абхазский танцовщик и хореограф, заслуженный деятель искусств Абхазской АССР[310].